# Rebeldes (novela)
The Outsiders (Rebeldes en España) es una novela juvenil estadounidense, publicada en 1967 por S.E. Hinton y que generó gran controversia por el tratamiento de la violencia, el consumo de alcohol y tabaco entre menores, familias rotas y/o disfuncionales, llegando a ser prohibido en algunas escuelas y bibliotecas de la época.
La novela, escrita por una joven S. E. Hinton (contaba con apenas 15 años cuando la empezó, 16 al terminarla y 18 al publicarla), está narrada en primera persona por el protagonista Ponyboy Curtis, un joven perteneciente a la banda urbana de los greasers.

## Argumento
La historia arranca con Ponyboy saliendo del cine solo. Es consciente del peligro que corre al ir solo por las calles ya que pertenece a los greasers, enfrentados a los socs. Su gran afición al cine le había empujado a no esperar a alguno de su pandilla, compuesta por él, sus dos hermanos mayores, Sodapop y Darry, Dallas, Steve, Johnny y Two-Bit.
Enseguida nota que unos socs lo están siguiendo en un coche y al darle alcance tratan de intimidarlo, amenazándolo y mostrándole sus navajas. Ponyboy se amedrenta un poco pero trata de plantarles cara, lo reducen pero en el último momento aparecen sus hermanos y el resto de la pandilla y los hacen huir. 
Al día siguiente, Ponyboy, Johnny y Dallas acuden a un autocine situado en terreno neutral para las bandas y allí conocen a dos chicas socs, Cherry Valance y Marcia, con las que bromean y pasan un rato agradable, ya que parecen no tener prejuicios con el tema de las bandas y las diferencias socioeconómicas que representan(los greasers provienen de familias humildes mientras que los socs son de familias adineradas). Ponyboy se queda prendado de Cherry.
Two-bit aparece y luego las chicas deciden irse y Ponyboy y Johnny las acompañan a casa pero en el camino se cruzan con los novios de ambas, comenzando un cruce de insultos y de amenazas. Cherry y Marcia convencen a sus novios de que se olviden del asunto y se van con ellos.
Ponyboy llega tarde a casa y sus hermanos, que estaban muy preocupados, le sueltan una regañina como nunca antes se la habían echado, hasta tal punto que Ponyboy decide escaparse y va en busca de Johnny.
Una vez juntos, son sorprendidos en un parque por los novios de las chicas y otros de sus amigos, que los acorralan y Bob, el novio de Cherry, trata de ahogar a Ponyboy en la fuente del parque pero Johnny cree que lo van a acabar matando y acuchilla a Bob.
Bob muere y sus amigos huyen. Ponyboy y Johnny están conmocionados, en Oklahoma el asesinato está penado con la silla eléctrica. Ambos deciden acudir a Dallas en busca de consejo y éste les da dinero, un arma y les indica que se escondan un tiempo en una iglesia abandonada en Windrixville.
Allí pasan muchos días en los que la amistad y la unión entre Ponyboy y Johnny se hacen más palpables que nunca. Finalmente, Dallas los visita y les pone al día dando un paseo. Desde la muerte de Bob, el clima es cada vez más tenso y las calles ya no son seguras para nadie. Johnny está muy afectado y tras una larga deliberación, decide entregarse.
Al volver a la iglesia a por sus cosas, descubren que está en llamas y que unos niños están encerrados dentro. Sin pensárselo dos veces, entran en la iglesia para rescatar a los niños pero Ponyboy, intoxicado con el humo, cae inconsciente al suelo.
Al despertar, se encuentra en el hospital, donde sus hermanos y el resto de la pandilla se emocionan al verlo despertar. No tiene nada grave, al igual que Dallas, sin embargo, Johnny, además de quemaduras, se rompió la espalda al caerle el techo de la iglesia encima.
Los periódicos dan a conocer la heroicidad de los muchachos, al lograr salvar a los niños, pero igualmente señalan la culpabilidad previa de asesinato de Johnny. El ambiente no se calma y pactan resolver todo en una pelea sin ningún tipo de arma. 
Dallas y Ponyboy se escapan del hospital. Ponyboy se encuentra inesperadamente con Cherry, con la que discute en un principio, pero finalmente quedan como amigos. Dallas reaparece y se van a la gran pelea.
Varias decenas de chicos por ambos bandos se enfrentan en una batalla campal que ganan los greasers. La policía llega y ahuyenta a los que aún se mantienen en pie.
Deciden volver al hospital para contárselo a Johnny, pero se lo encuentran en estado crítico y muere. Dallas enloquece, se marcha a atracar una tienda para llamar la atención de la policía y cuando llegan, los apunta con su pistola descargada, provocando que lo maten.
El resto de la pandilla lo presencia todo, intentando impedirlo sin éxito. En la confusión, Ponyboy cae al suelo, golpeándose fuertemente la cabeza, produciéndole una conmoción cerebral.
Ponyboy pasa muchos días en cama, en reposo, y también tratando de asimilarlo todo. Tan solo sale para el juicio por la muerte de Bob, en el que resulta absuelto sin cargos.
De nuevo en el instituto, tratando de recuperar la normalidad, un profesor le aconseja que escriba todo lo que le ha pasado para poder realizar una catarsis y Ponyboy comienza escribiendo la primera frase con la que empieza la novela....

## Personajes de la obra
- Ponyboy Curtis: Personaje principal. Es un chico de 14 años al que le gusta fumar, forma parte de los "Greasers". Le apasionan los libros.
- Johnny Cade: Personaje principal , "Greaser" de 16 años. Víctima de violencia familiar. Es el segundo más joven de la pandilla Greaser.
- Dallas Winston "Dally": Personaje secundario. 17 años.
- Sodapop Curtis: Personaje secundario Hermano de Ponyboy, 16 años. De carácter alegre.
- Darry Curtis: Personaje secundario, hermano mayor de Ponyboy y a cargo de los dos. 20 años.
- Two-Bit : Personaje secundario siempre anda colocado y tiene auto

## Premios
La realidad y crudeza de la novela para la época impactó notablemente entre crítica y público, provocando una polarización. Al mismo tiempo que sufrió la censura, recibió los siguientes premios:
- New York Herald Tribune Best Teenage Books List, 1967
- Chicago Tribune Book World Spring Book Festival Honor Book, 1967
- Media and Methods Maxi Award, 1976
- ALA Best Young Adult Books, 1975
- Massachusetts Children’s Book Award, 1979

## Adaptación cinematográfica y repercusión
En 1983, Francis Ford Coppola la adaptó al cine, en el largometraje homónimo, consolidándola definitivamente como un clásico de la literatura juvenil. Siendo posteriormente incluida en el puesto 38 de los 100 mejores libros, según la Asociación Estadounidense de Bibliotecas.